# AH Большого Пса
AH Большого Пса (лат. AH Canis Majoris) — двойная затменная переменная звезда типа Алголя (EA) в созвездии Большого Пса на расстоянии приблизительно 9965 световых лет (около 3055 парсеков) от Солнца. Видимая звёздная величина звезды — от более +15,5m до +13,9m. Орбитальный период — около 5,5082 суток.